# Pachycephala orpheus
El silbador de Timor (Pachycephala orpheus) es una especie de ave paseriforme de la familia Pachycephalidae.

## Distribución geográfica y hábitat
Es endémica de islas de Timor, Atauro, Wetar y Liran (Indonesia y Timor Oriental). Sus hábitats naturales son los bosques bajos húmedos y los manglares subtropicales o tropicales.